# フィーバーバニーガールズ
『フィーバーバニーガールズ』は、1994年11月にSANKYOが発売した、カジノのスロットマシーンをモチーフにしたパチンコ機。

## 概要
液晶型のデジパチ。TFT液晶を採用している。従来の液晶デジパチよりもさらに画像が鮮明な上、横から見てもくっきりと画像が見える。また、画像に立体感も加えられている。
本機は連荘機能が無いノーマル機となっている。大当たり図柄は全部で9種類で、有効ラインは5ラインである。
シングルリーチだけでなく、ダブルリーチも搭載され、クロスラインでかかる7と♢、7とBAR、JACとベルの3種類と、上下2ラインに並行でかかる$と♡、$と♤2種類の合計5種類である。$が絡んでいる2種類のダブルリーチで大当たりの場合は同時に大当たり図柄が2つ成立するため、本来のダブルリーチとは意味合いが異なる。

## スペック
- フィーバーバニーガールズ
  - 賞球数 7&15
  - 大当たり最高継続 16R
  - 大当たり確率 1/205

## 図柄
- 7
- ベル
- BAR
- JAC

## 演出
デジタルは左・右・中の順に停止する。左右の出目が揃った時点でリーチ発生となるが、右出目がいったん停止してから再び動き出してリーチ発生となるパターンもある。
リーチ発生時は夢夢ちゃんの掛け声とともに演出に発展する。
ノーマルリーチのほかに、スーパーリーチが2種類ある。高速回転とスロー回転を繰り返す「アメドリ式リーチ」と、ノーマルリーチが突然減速して、中出目回転が超スローになる「超スローリーチ」がある。超スローリーチの信頼度は非常に高いものであった。